# Huệ An
Huệ An (tiếng Trung: 惠安县, Hán Việt: Huệ An) Là một huyện của thành phố Tuyền Châu (泉州), tỉnh Phúc Kiến, Cộng hòa Nhân dân Trung Hoa. Huyện này có diện tích 622 km², dân số 92.000 người, mã vùng điện thoại 0595, mã số bưu chính 362100. Huyện lỵ Huệ An đóng tại trấn Loa Thành. Huyện Huệ An được chia thành 15 trấn, 1 hương dân tộc.